# Bataille de Glasgow (Missouri)
Guerre de Sécession
Batailles
Expédition de Price au Missouri
- Fort Davidson
- 4e Boonville
- Glasgow
- Lexington
- Little Blue River
- 2e Independence
- Byram's Ford
- Westport
- Marais des Cygnes
- Mine Creek
- Marmiton River
- 2e Newtonia

La bataille de Glasgow s'est déroulée le 15 octobre 1864, dans et près de Glasgow, dans le Missouri dans le cadre de l'expéridition de Price dans le Missouri durant la guerre de sécession. Bien que la bataille a entraîné une victoire confédérée et la capture d'une important quantité de matériel de guerre, Price retire peu d'avantages à long terme et il est finalement vaincu à Westport une semaine plus tard, mettant fin à sa campagne dans le Missouri.

## Contexte
La bataille de Glasgow est une partie de l'expédition dans le Missouri de Price, un raid des confédérés, sous le commandement du major général Sterling Price dans le Missouri, qui débute le 19 septembre 1864. Le principal objectif de Price est de recruter des hommes des régions pro-confédérées du nord du Missouri, de capturer l'arsenal fédéral à St Louis et de capture des animaux et du ravitaillement pour les confédérés. Il espère que son raid pourra soulager la pression sur les forces confédérées dans le Tennessee, en Géorgie et en Virginie en détournant les troupes de l'Union pour le combattre ; il espère également que son raid aura une influence sur l'élection présidentielle de novembre, en réduisant le soutien accordé à Abraham Lincoln.
Après avoir subi de lourdes pertes lors de la bataille de fort Davidson, Price se détourne de St Louis, et se dirige vers Jefferson City, la capitale de l'État. Approchant de son objectif, Price conclut qu'elle est trop fortement défendue, et ordonne à ses troupes de se déplacer plus à l'ouest vers Lexington et Kansas City. À ce stade, Price détache des troupes de son armée pour s'emparer de la ville de Glasgow, sur la rivière Missouri, après avoir été informé de la présence d'un entrepôt contenant des armes et des fournitures. Une garnison de l'Union de 800 hommes, est située à Glasgow, sous le commandement du colonel Chester Harding. La taille des forces confédérées engagées contre elle est estimée comme s'élevant entre 1 500 et 1 800 hommes, y compris de l'infanterie, de la cavalerie et de l'artillerie. Elles sont commandées par les brigadiers généraux John Bullock Clark, Jr, et Joe Shelby.

## Bataille

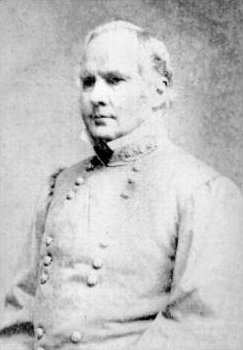
Major Général Sterling Price, commandant les forces confédérées engagées dans l'expidition dans le Missouri de Price.

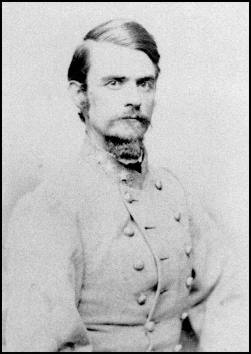
Le brigadier général John Bullock Clark, Jr est l'un des commandants des forces confédérées engagées dans la bataille de Glasgow.

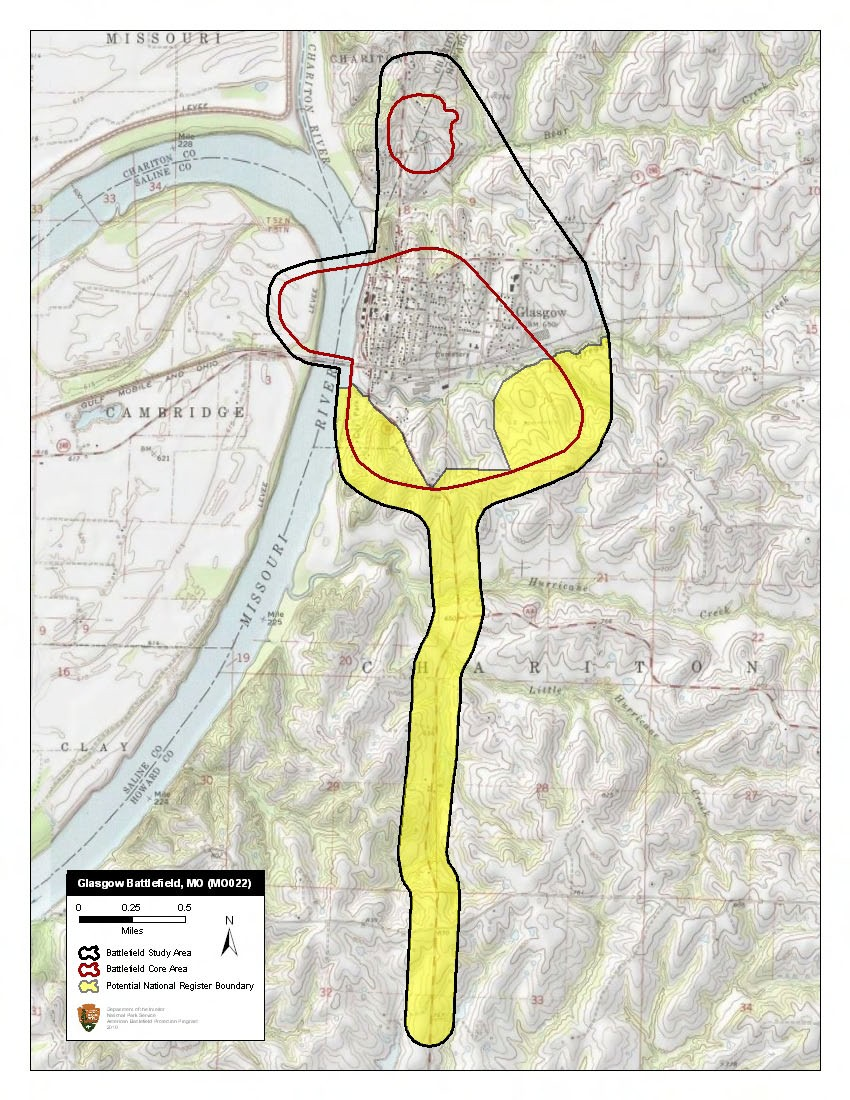
Carte du champ de bataille de Glasgow et les zones d'étude par le programme de protection des champs de bataille américains.

Lorsque les confédérés atteignent Glasgow, ils assiègent la ville. Quatre pièces de l'artillerie rebelle commencent à bombarder la ville, à 5 heures du matin, le 15 octobre 1864, et continuent à tirer jusqu'à 13 heures. Des canons supplémentaires sont déployés à l'appui de l'assaut d'infanterie, qui commence à 7 heures du matin alors que les soldats rebelles avancent vers Glasgow à partir de plusieurs directions. Hereford Hill, à proximité du promontoire que les soldats de l'Union ont fortifié, est également soumis à une attaque. Après une farouche résistance, les fédéraux doivent se retirer de la ville vers leur parapets sur la colline, mais pas avant d'avoir fait exploser l'hôtel de ville de Glasgow, qui sert à entreposer leurs munitions. L'explosion détruit un demi-pâté de maisons du centre-ville de Glasgow.
Une fois au sommet de la colline, les troupes de l'Union forment une ligne de défense. Cependant, alors que les confédérés poursuivent leur progression régulière, Harding devient convaincu que ses forces ne peuvent pas gagner et donc rend son commandement à 13 heures 30, recevant des conditions généreuses de ses ennemis. Les confédérés occupent Glasgow pendant trois jours, prenant de 1 200 fusils, de 1 200 manteaux, et 150 chevaux avant de partir rejoindre le commandement de Price. Le bateau à vapeur fédéral capturé sur le quai de Glasgow est brûlé. Le capitaine G. A. Holloway, adjudant-général des États-Unis, témoigne du « traitement uniforme, gentil et courtois » que les fédéraux ont reçu des mains de Clark et de Shelby. Les troupes de l'Union libérées sur parole sont autorisées à conserver leurs biens personnels, et les officiers sont autorisés à garder leurs armes de poing après la capitulation. Clark autorise également ses ennemis vaincus de partir par n'importe quelle route vers les lignes de l'Union à Boonville, et promet de ne pas perturber la propriété privée ou les citoyens restant dans la ville.

## Conséquences
La victoire confédérée à Glasgow et les approvisionnements capturés sont un coup de pouce pour le moral des confédérés, surtout après leurs échecs pour prendre St. Louis ou Jefferson City. L'armée de Price continuera de progresser à travers le Missouri, mais les fortes pertes en hommes et matériel lors de la bataille de Westport, le 23 octobre 1864 convainquent finalement Price de retirer ses forces hors de l'État. Lors de la retraite, les hommes de Price sont attaqués à plusieurs reprises par les troupes de l'Union alors qu'ils tracent leur chemin à travers l'est du Kansas et le sud-ouest du Missouri dans l'Arkansas. Price n'est pas en mesure d'acquérir suffisamment de recrues pour remplacer ses pertes, et le grand nombre de troupes déployées contre lui dans le Missouri ont solidifié la mainmise déjà formidable de l'Union sur cet État. Par conséquent, le raid de Price sera, en définitive, décrit comme étant « sans résultat ». Bien qu'un point lumineux dans une campagne par ailleurs plutôt lamentable, la bataille de Glasgow est considérée comme ayant été, au mieux, une victoire « symbolique », mais elle offre aux forces de Price des approvisionnements nécessaires.